# Grana, Asti
Grana là một đô thị ở tỉnh Asti vùng Piedmont thuộc Ý, nằm ở vị trí cách khoảng 50 km về phía đông của Torino và khoảng 12 km về phía đông bắc của Asti. Tại thời điểm ngày 31 tháng 12 năm 2004, đô thị này có dân số 628 người và diện tích là 6,0 km².
Grana giáp các đô thị: Calliano, Casorzo, Castagnole Monferrato, Grazzano Badoglio, Moncalvo, Montemagno và Penango.